# Псевдовампірові
Псевдовампірові (Megadermatidae) — родина кажанів. Поширені у тропіках і субтропіках: центральна Африка, південь Азії, Малайський регіон, Філіппіни, Австралія. Назва відображає старе і неправильне вірування, що представники цеї родини живляться кров'ю, як вампіри Нового Світу (Desmodontinae). Псевдовампір (-ові) — назва, вживана в науковій літературі [Зиков 2006; Решетило 2013].

## Опис
Це відносно великі кажани розміром тіла від 6.5 см до 14 см довжини. Вони мають великі очі, дуже великі вуха і видний листоподібний ніс. Несправжні вампіри мають широку мембрану між задніми ногами і не мають видимого хвоста. Багато різновидів забарвлені в одноманітний коричневий колір, але є також білі, синювато-сірі або навіть коричнево-зелені. Вони передусім комахоїдні, але також поїдають маленьких хребетних тварин. Зубна формула роду Megaderma: (i 0/2, c 1/1, pm 2/2, m 3/3), родів Cardioderma, Lavia, Macroderma (i 0/2, c 1/1, pm 1/2, m 3/3).

## Геологічний діапазон
Геологічний діапазон родини: від раннього олігоцену до раннього пліоцену в Європі, від раннього олігоцену до теперішнього часу в Африці, від плейстоцену дотепер в Азії й від середнього міоцену дотепер в Австралії.

## Класифікація
- Cardioderma Peters, 1873
  - Cardioderma cor
- Lavia Gray, 1838
  - Lavia frons[2]
- Macroderma Miller, 1906
  - Macroderma gigas
- Megaderma E. Geoffroy, 1810
  - Megaderma spasma
  - Megaderma lyra